# Chiesa dei Domenicani (Erfurt)
La chiesa dei Domenicani, in tedesco Predigerkirche, letteralmente "chiesa dei predicatori", è un edificio religioso della città di Erfurt, capitale della Turingia, in Germania.
Rappresenta uno dei più begli esempi dell'architettura gotica in città.
Vi fu priore il Maestro Eccardo nel XIII secolo.

## Storia e descrizione

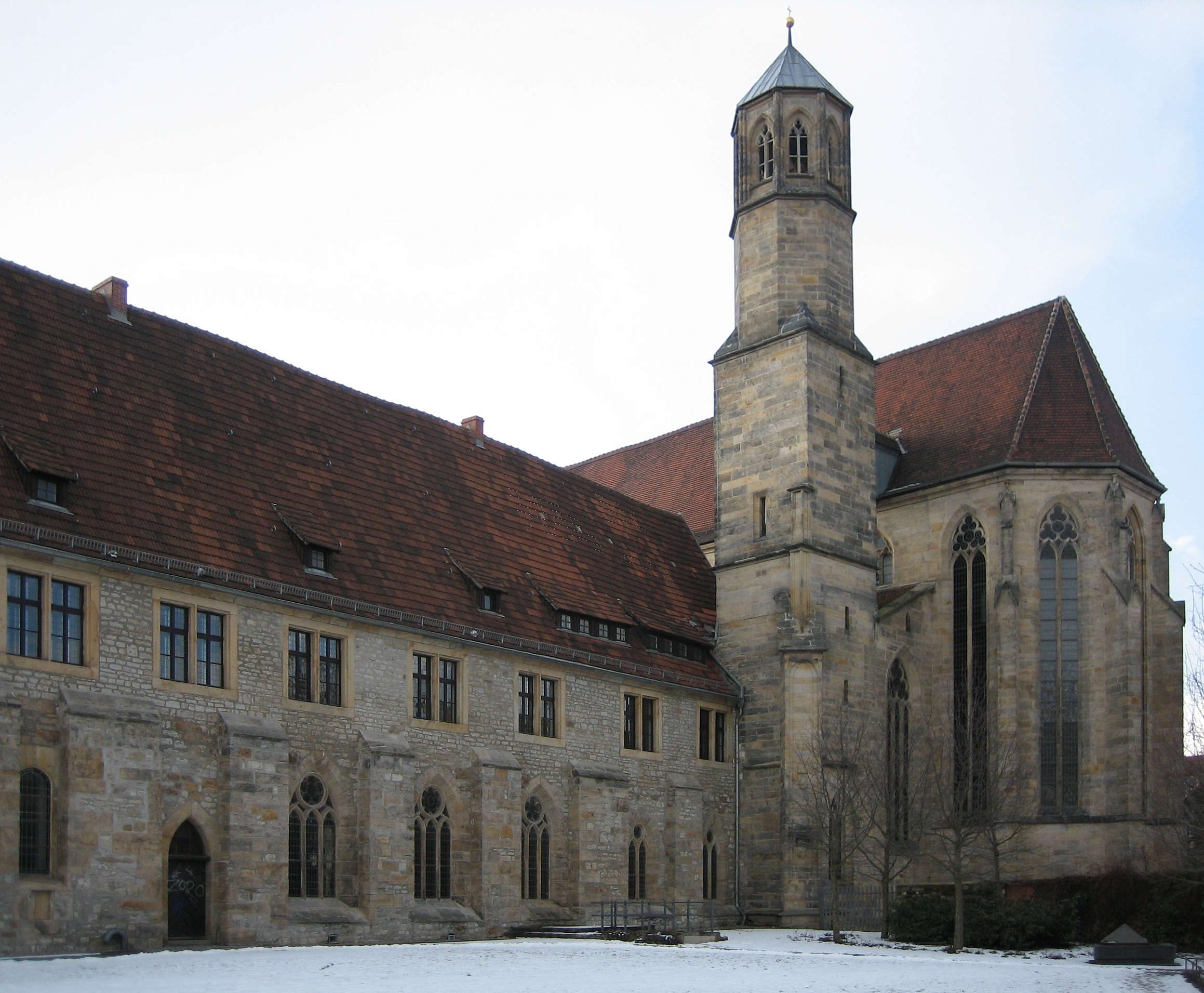
Veduta del Coro e del Monastero.

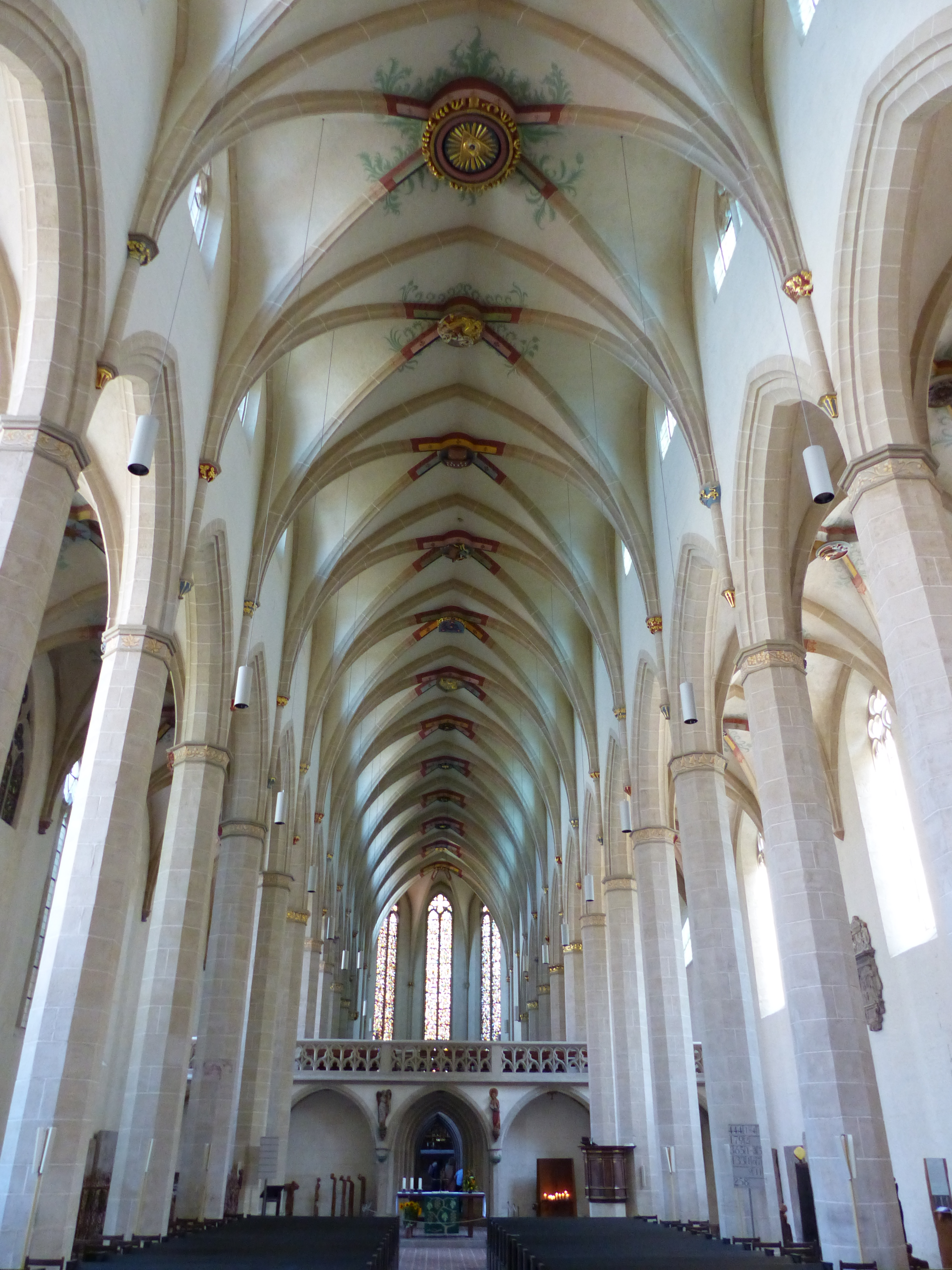
Veduta dell'interno.

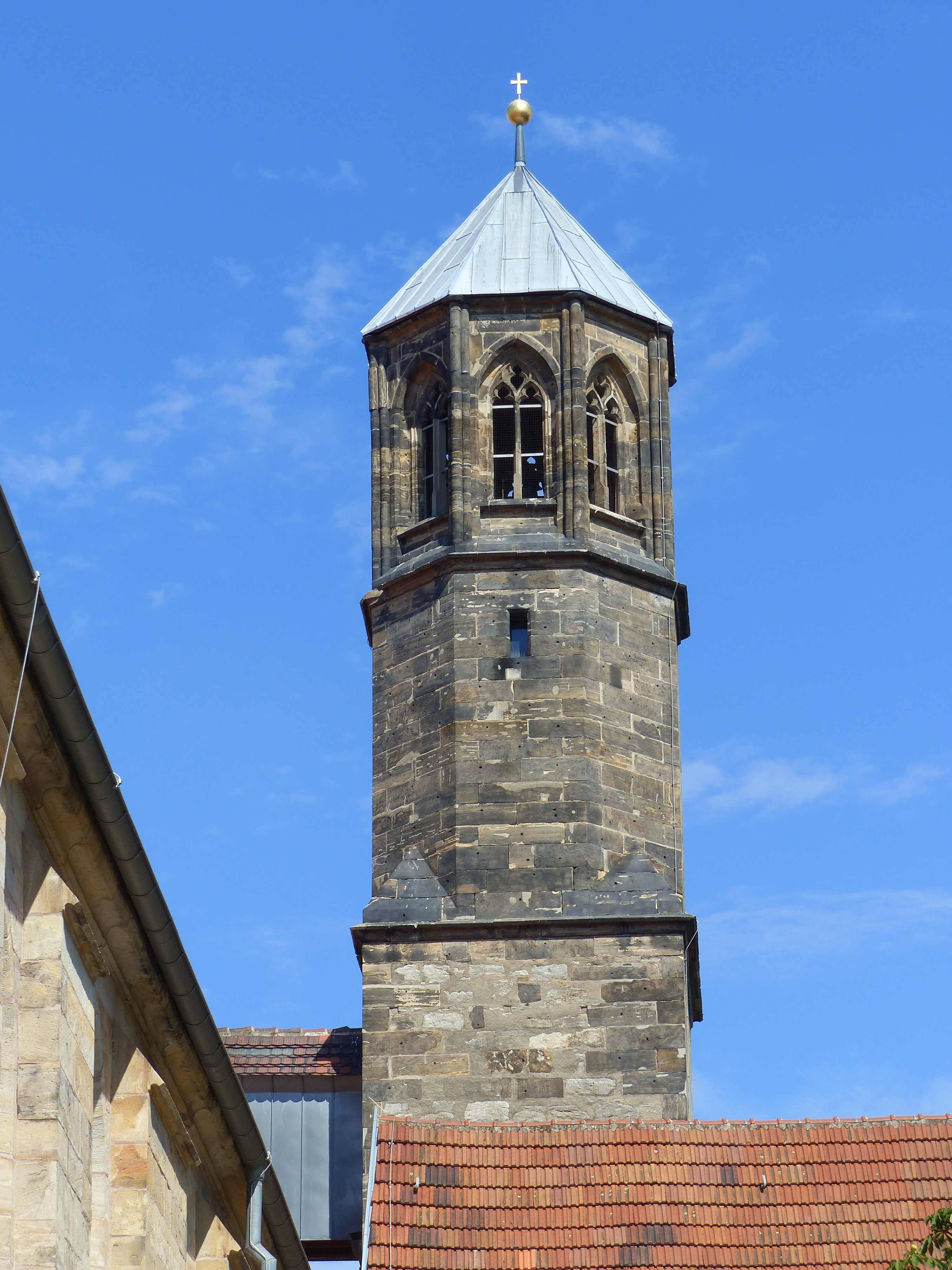
Il campanile.

### Il primo monastero
Le prime testimonianze della presenza in città dei dominicani, detti Predigerbrüdern, "fratelli predicatori" (Ordo Fratrum Praedicatorum) risalgono al 1229.
I primi edifici e chiesa del monastero vennero commissionati nel 1230 dall'arcivescovo di Magonza Sigfrido III di Eppstein. La chiesa venne consacrata dal vescovo Engelhard von Naumburg nel 1238.
Il coro, ancor oggi visibile, venne coperto da un tetto nel 1272-73; la struttura è ancora originale ed è una delle più antiche strutture di copertura della Germania.
Molto probabilmente il Maestro Eccardo entrò in questo monastero come novizio nel 1274, all'età di circa 14 anni. In seguito ne divenne priore.

### La chiesa attuale
La chiesa originaria venne demolita e nel 1340-50 ebbe inizio la costruzione dell'attuale piedicroce, a tre lunghe navate, che conferisce all'edificio una pianta basilicale. 
Tuttavia la parte del coro venne conservata e venne armoniosamente fusa con la nuova struttura. La facciata venne completata nel 1370-80 e l'interno venne coperto con le volte a crociera nel 1445.
Il campanile venne aggiunto fra il 1447 e il 1488.

### I protestanti
Nel 1521 Magister Georg Forchheim tenne nella chiesa il primo sermone protestante. Il Consiglio municipale di Erfurt la assunse, nel 1559, a chiesa principale del Consiglio, ove si tenevano le cerimonie annuali del cambio del Consiglio, celebrate con una messa solenne.
Tuttavia l'annesso monastero rimase in possesso dell'Ordine domenicano fino al 1588, quando fu venduto al consiglio comunale e destinato all'istruzione laica. Nei primi anni del XVII secolo, i domenicani, cercarono di riappropriarsi del monastero ma inutilmente.  Infatti durante la guerra dei Trent'anni (1618-1648) Erfurt venne occupata nel 1631 dalle truppe del re Gustavo II Adolfo di Svezia che utilizza l'edificio come Hofkirche, "Chiesa di Corte".
A causa della mancanza di fondi per la manutenzione degli edifici, parti del complesso monastico andarono in rovina, e l'incendio del 1737 diede un duro colpo ulteriore.
Verso il 1806 la chiesa venne usata compo campo per prigionieri di guerra, che provocò danni all'interno e al mobilio. La chiesa venne restaurata nel 1826.

## Opere d'arte
All'interno della chiesa si conservano notevoli opere d'arte:
- Flügelaltar Altar maggiore, trittico ligneo intagliato della Vita di Cristo, del 1492-94[1].
- Kalvarienberg "Il Calvario", la più antica tavola dipinta della città, 1350[1].
- Morte della Vergine, affresco del 1370.
- Pontile-tramezzo gotico del 1410.

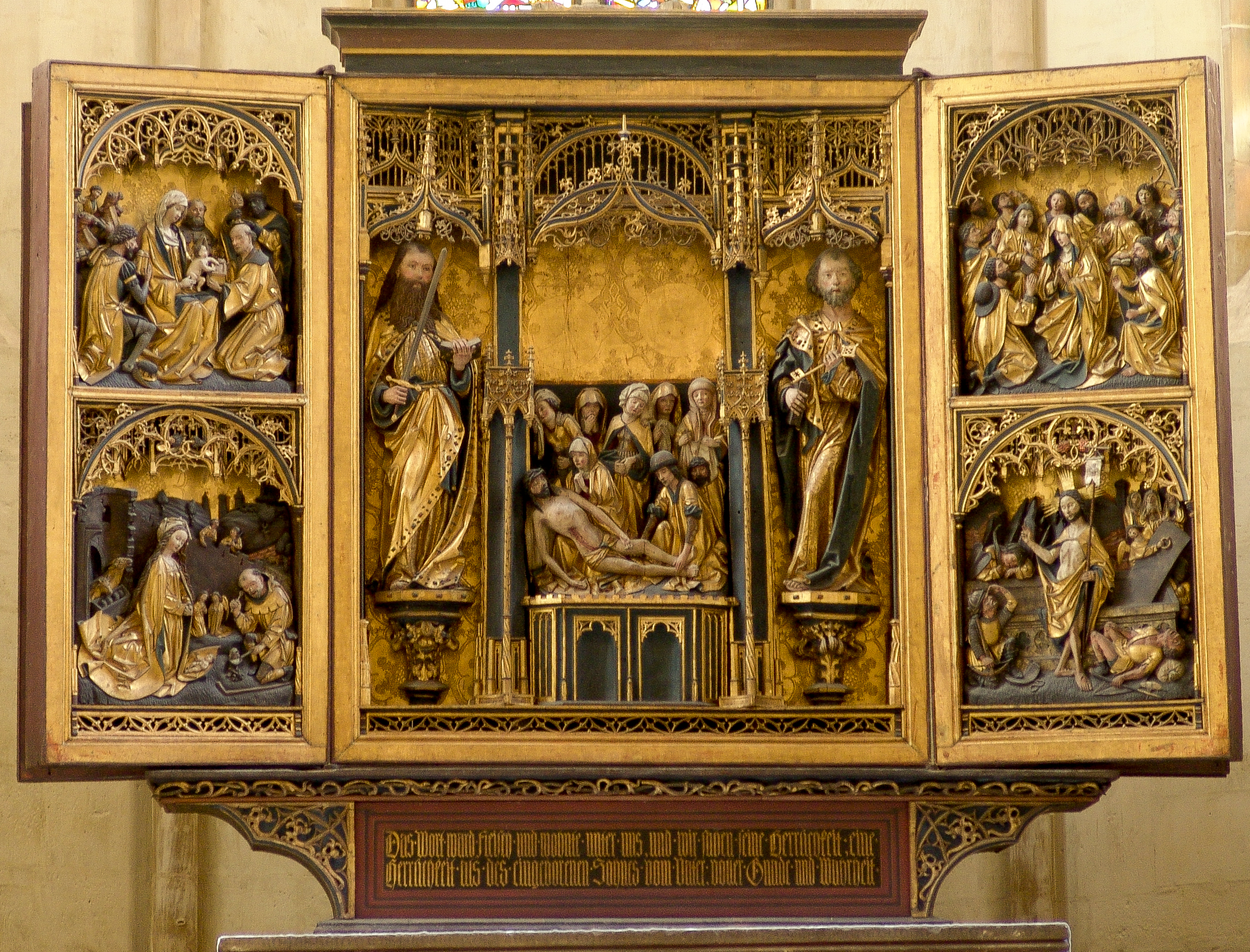
Il Flügelaltar
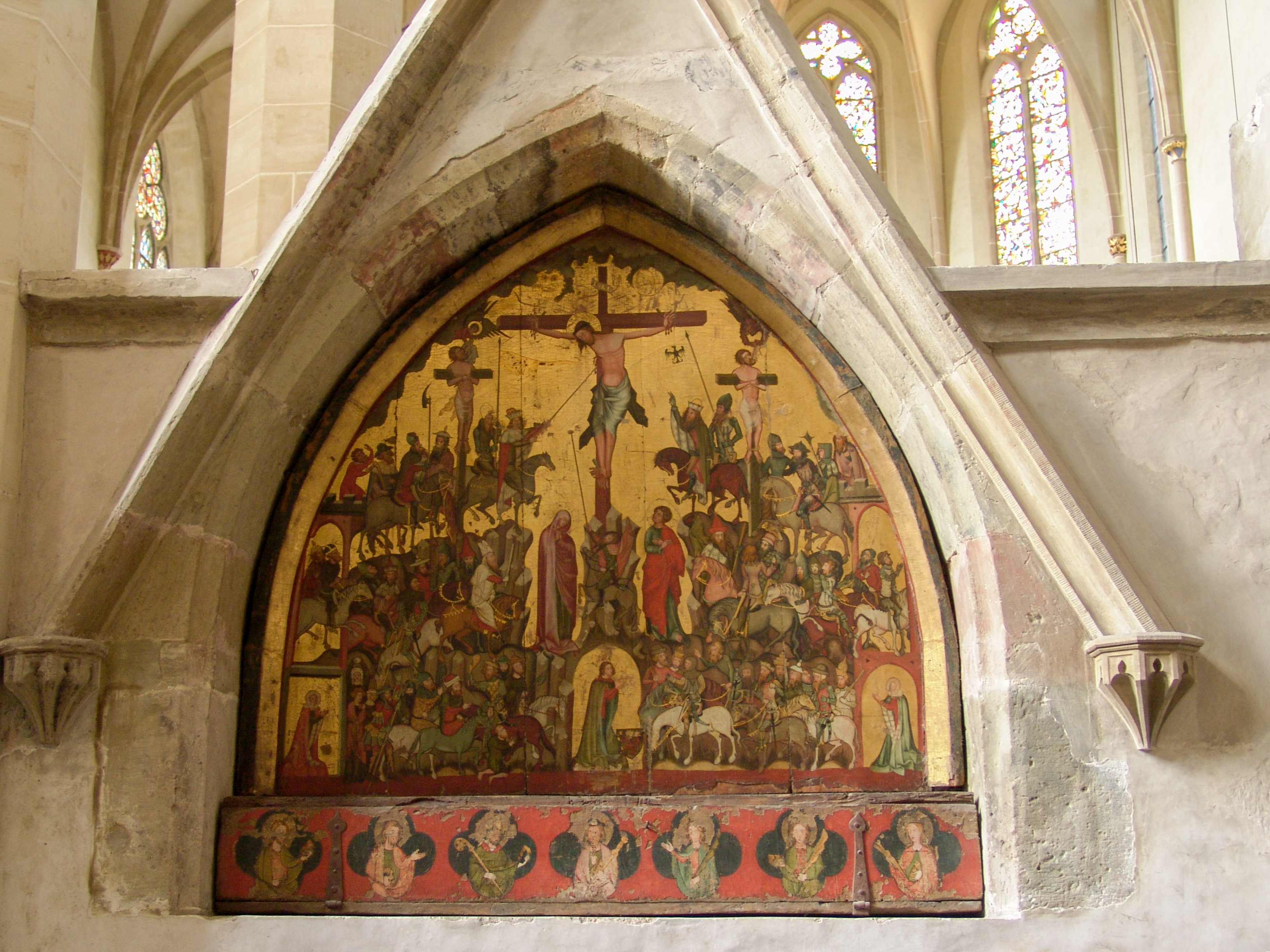
Il Kalvarienberg.
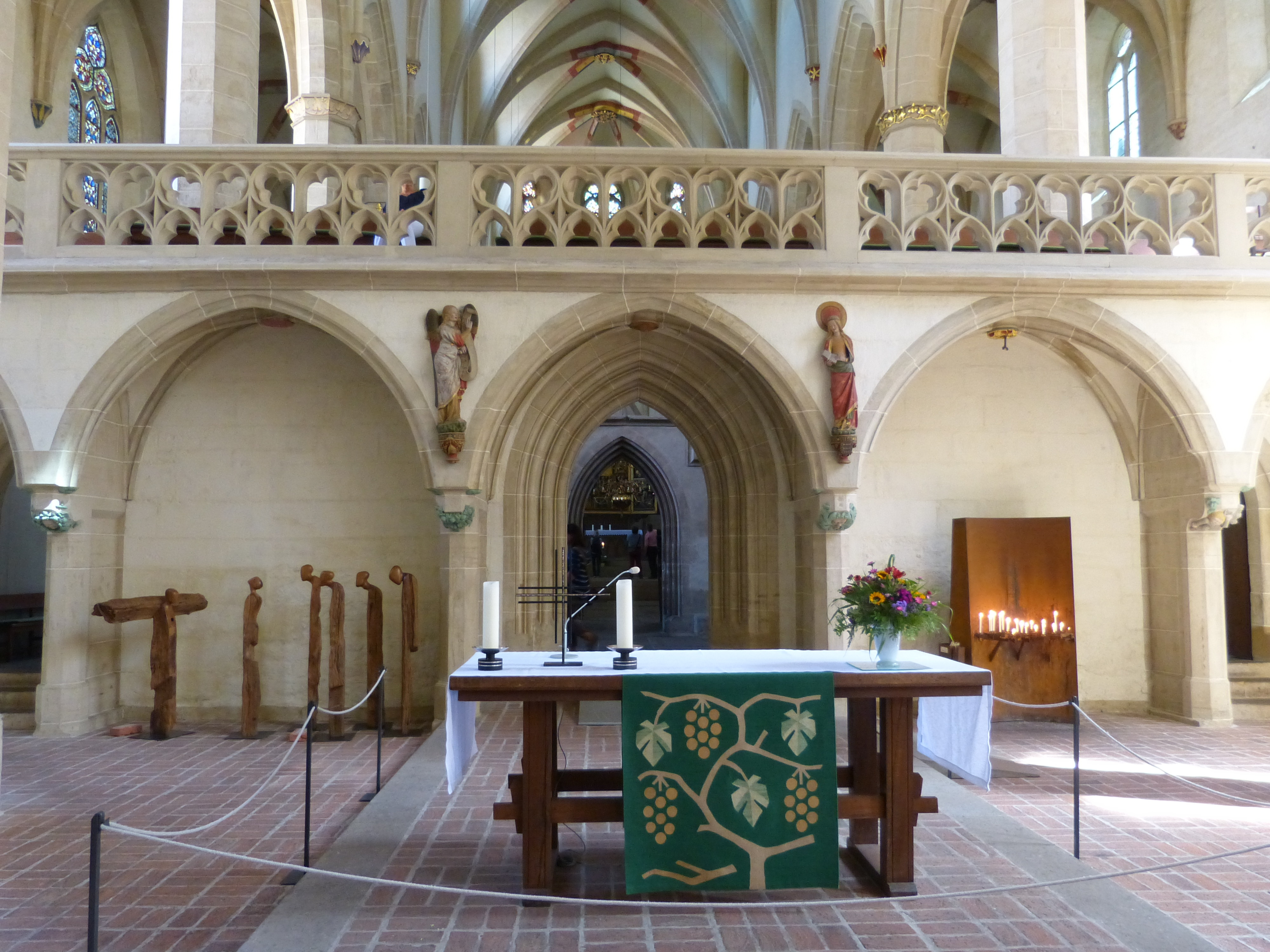
Il tramezzo.

### Organo

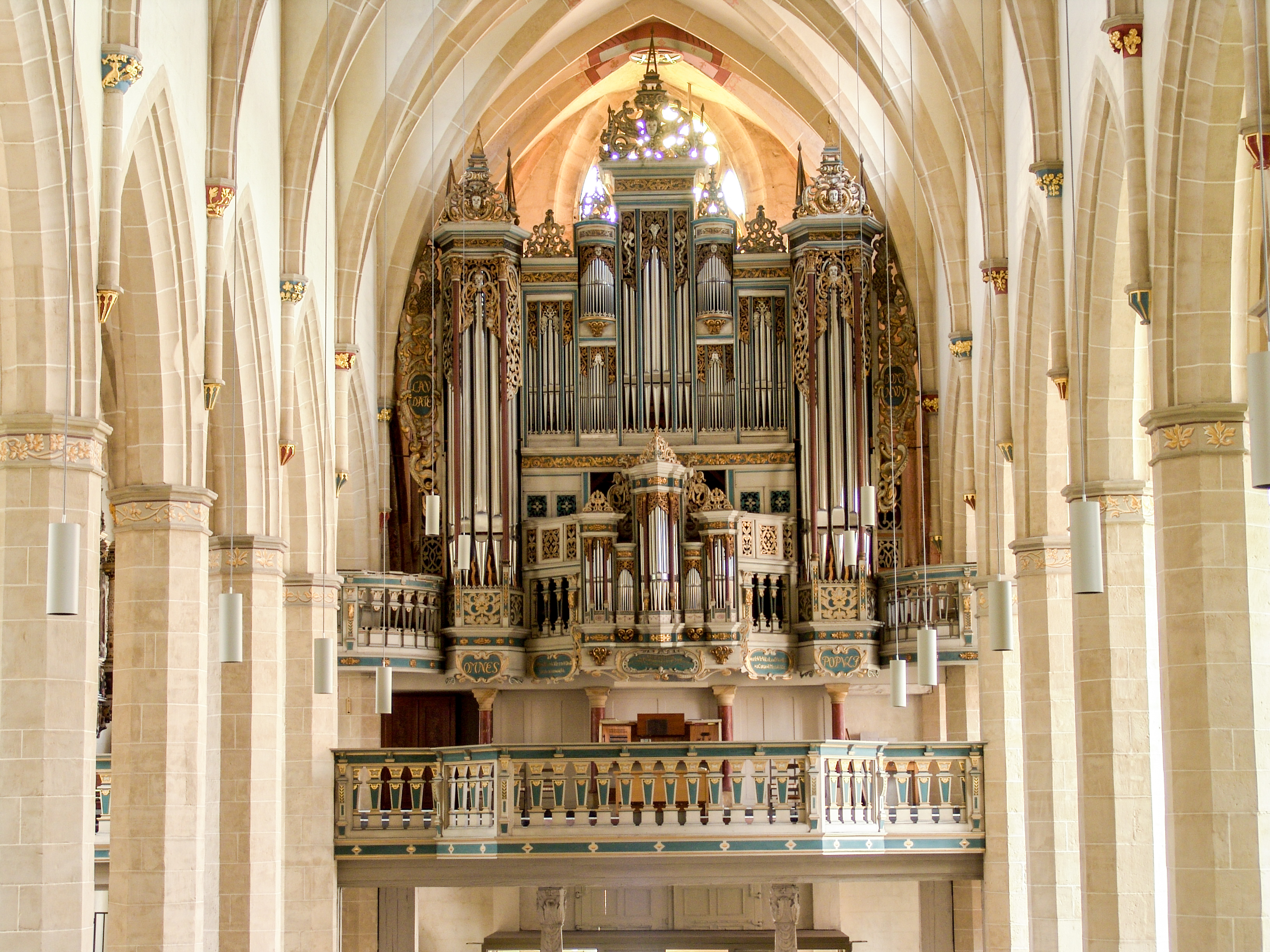
L'rgano con la cassa barocca del 1648.

Il primo organo nella chiesa fu realizzato nel 1567 da Heinrich Compenius der Altere. Nel 1650 un nuovo organo barocco vi venne allestito dal nipote Ludwig Compenius. Era il maggior organo della città. 
Oggi la chiesa usa un organo costruito nel 1978 da Alexander Schuke, conservando la fastosa cassa barocca originale del 1648.
Fra gli organisti che lavorarono alla Predigerkirche si ricordano:
- 1636-1673: Johannes Bach
- 1673-1678: Johann Effler
- 1678-1690: Johann Pachelbel
- 1690-1691: Nicolaus Vetter
- 1691-1727: Johann Heinrich Buttstett
- 1727-1762: Jakob Adlung
- 1762-1809: Johann Christian Kittel
- 1809-?: Michael Gotthard Fischer